# Tom Scholz
Tom Scholz (estado de Ohio, 10 de marzo de 1947) es un músico estadounidense, famoso por ser guitarrista de la banda estadounidense de rock Boston.

## Biografía
En 1969 formó Boston; tras realizar varias cintas demos (todas hechas enteramente por Tom), finalmente el grupo es firmado por Epic Records. El primer álbum de Boston aparece en 1975; el trabajo de Scholz como compositor y arreglista se ve en los éxitos «More Than a Feeling» y «Peace of Mind»; sin embargo, su máxima obra del disco es «Hitch a Ride», canción que demuestra el talento musical de Scholz, quien compuso e hizo todos los arreglos de la canción. Tras la aparición del álbum Don't Look Back en 1978, Scholz se mete en líos legales con la discográfica, lo cual provoca que el siguiente álbum de Boston de nombre Third Stage vea la luz hasta 1986; nuevamente Scholz muestra que es capaz de componer cualquier tipo de música con «Amanda», canción que rápidamente se coloca en las listas de popularidad. Tras otros años de ausencia, en 1994 sale a la luz Walk On, en el cual deja claro su calidad en la canción que da título al disco. El último álbum de Boston salió a la luz en 2002 titulado Corporate America, en el cual Scholz se aleja ya mucho del sonido que hizo popular al grupo.
Por otra parte, Tom Scholz tiene su propia compañía, Scholz Research & Development; con ésta, el mismo Scholz desarrolló el equipo de sonido "Rockman", el cual aparte de darle un sonido único en su momento a su grupo, pudo comercializar con éxito, tanto así que fue utilizado por grupos como Def Leppard, ZZ Top y Bulin Band.
Asimismo, Scholz se ha caracterizado por ser un protector de la naturaleza y de las cuestiones ambientales, siendo miembro de Greenpeace, además de ser vegetariano. Tom ha ganado muchos reconocimientos por su labor ambiental y altruista (como bancos de comida y derechos del niño).
Colaboró en la canción «Peace of Mind» junto al grupo de metal cristiano Stryper, en su último álbum, Murder by Pride (2009)

## Vida privada
Scholz es vegetariano desde hace más de 30 años y partidario de muchas organizaciones como PETA y Greenpeace. Creó su propia fundación caritativa, la Fundación Caritativa DTS, en 1987 para ayudar a apoyar causas como la protección de los animales, el suministro de recursos vegetarianos, detener el hambre mundial, la creación de refugios para desamparados, los bancos de alimentos, así como rescates de animales y refugios, y la defensa de derechos del niño. A través de su trabajo con su fundación, ha recaudado millones de dólares.
Scholz se casó con su segunda esposa, Kim Hart, en los Cayos de Florida el 11 de enero de 2007. Viven en el área de la ciudad de Boston (estado de Massachusetts).
De su primer matrimonio, Scholz tiene un hijo, Jeremy, quien se graduó en el MIT en 2005 con un título en ingeniería mecánica. Cuando se le preguntó si a su hijo le gusta su música, Scholz, bromeó: "Creo que le gusta... pero es tan buen chico que fingiría que le gusta, aunque no le gustara".
Scholz ha comentado sobre la relación con varias compañías discográficas de Boston que "El negocio [de la música] sería algo bueno, excepto que es dominado por drogadictos y hombres de negocios". En lo que respecta al tema de su álbum Corporate America (que se traduce ‘Estados Unidos corporativo’), Scholz dijo al Sierra Club: "Lo que me decidió a romper con los discos anteriores e incluir una canción abiertamente política, fue cuando descubrí que por primera vez en la historia de Estados Unidos el gran capital posee los medios de comunicación". También declaró que: "Se ha vendido al público que el libre mercado es la panacea para la humanidad. Dejar sueltas a las corporaciones y permitir el afán de lucro fuera de control no es una norma para hacer un mundo más habitable".